# Санское сельское поселение
Санское се́льское поселе́ние — муниципальное образование в Шиловском районе Рязанской области Российской Федерации. Административный центр — село Санское.

## Географическое положение
Санское сельское поселение расположено на северо-западе Шиловского муниципального района Рязанской области. С севера и запада Санское сельское поселение граничит с землями муниципального образования — Спасский район; с юга граница проходит по реке Оке.
Площадь Санского сельского поселения — 112,50 кв. км.

## Климат и природные ресурсы
Климат Санского сельского поселения — умеренно континентальный. На территории поселения насчитывается 8 водоемов, вдоль южной границы поселения протекает река Ока.
Почвы — дерново–подзолистые. Почвенные условия благоприятны для сельскохозяйственного производства. Большие площади пойменных лугов создают хорошие условия для развития молочного скотоводства.

## История
Образовано в результате муниципальной реформы 2006 г. в результате объединения существовавших ранее на данной территории двух сельских округов — Санского (центр Санское) и Юштинского (центр Юшта) — с возложением административного управления на село Санское.

## Население
| 2010 | 2012 | 2013 | 2014 | 2015 | 2016 | 2017 |
| ---- | ---- | ---- | ---- | ---- | ---- | ---- |
| 783  | ↗784 | ↗798 | ↗801 | ↘785 | ↘768 | ↘751 |
| 2018 | 2019 | 2020 | 2021 |      |      |      |
| ↘711 | ↘657 | ↘652 | ↗809 |      |      |      |

## Административное устройство
Образование и административное устройство сельского поселения определяются законом Рязанской области от 07.10.2004 № 102-ОЗ.
Границы сельского поселения определяются законом Рязанской области от 28.12.2007 № 240-ОЗ.
В состав Санского сельского поселения входят 3 населённых пункта
| № | Населённый пункт  | Тип населённого пункта       | Население |
| - | ----------------- | ---------------------------- | --------- |
| 1 | Санское           | село, административный центр | ↘442      |
| 2 | Федосеево-Пустынь | село                         | ↘99       |
| 3 | Юшта              | село                         | ↘242      |

## Экономика
По данным на 2015/2016 г. на территории Санского сельского поселения Шиловского района Рязанской области расположено:
1. ООО «Агрофинстрой» (село Санское), агропромышленное предприятие.

Реализацию товаров осуществляют 6 магазинов.

## Социальная инфраструктура
На территории Санского сельского поселения действуют: отделение Сбербанка России, 2 отделения почтовой связи, 2 фельдшерско-акушерских пункта (ФАПа), Санская основная общеобразовательная школа, Дом культуры (в селе Санское), 2 библиотеки.

## Транспорт
Основные грузо- и пассажироперевозки осуществляются автомобильным транспортом: через территорию сельского поселения проходит автомобильная дорога межмуниципального значения 61Н-595: «Шилово — Юшта — Санское — Погори». Важнейшее значение до недавнего времени имел тот факт, что вдоль южных границ сельского поселения проходит водный путь по реке Оке. В селах Санское и Юшта имеются пристани (якорные стоянки).